# Friday Street (Surrey)
Friday Street – osada w Anglii, w hrabstwie Surrey, w dystrykcie Mole Valley. Leży 39 km na południowy zachód od centrum Londynu.